# Robert Arrhenius
Robert Arrhenius (Skövde, Suecia, 14 de mayo de 1979) es un exjugador de balonmano sueco que ocupaba la posición de pivote. Su último equipo fue el IFK Skövde y formó parte de la selección de balonmano de Suecia.
El 1 de diciembre de 2010, fue cedido durante un mes para jugar en el THW Kiel de la Bundesliga.

## Equipos
- IFK Skövde (1994-2000)
- Teka Cantabria (2000-2003)
- HSG Nordhorn-Lingen (2003-2006)
- CAI Aragón (2006-2011)
  -  THW Kiel (cedido) (2010)
- Bjerringbro-Silkeborg (2011-2012)
- IFK Skövde (2012-2014)
- Handbol Marrachí (2018-)